# Nageia nagi
Nageia nagi — вид хвойних рослин родини подокарпових.

## Поширення, екологія
Країни поширення: Китай (Фуцзянь, Гуандун, Гуансі, Хайнань, Хунань, Цзянсі, Сичуань, Чжецзян); Японія (Хонсю, Кюсю, Нансей-шото, Сікоку); Тайвань, провінція Китаю. Зустрічається в змішаних мезофільних вічнозелених лісах і змішаних мезофільних листяних лісах на пагорбах і невисоких горах приблизно від 200 м до 1200 м над рівнем моря. У вічнозелених дібровах це одне з кількох тіньовитривалих хвойних, які можуть там жити.

## Опис
Вічнозелене дерево 20–30 м заввишки і 80 см діаметром, з прямим стовбуром. Кора коричнево-фіолетова. Гілки сіро-коричневі і циліндричні. Листя прості, супротивні, від ланцетних довгасто-еліптичних до ланцетно-яйцеподібних, 4–6 см завдовжки і 1–4 см завширшки, гострі на кінці; темно-зелений і глянсеві зверху, знизу більш бліді. Чоловічі шишки зібрані в кластерах по 3–5, сережкоподібні, ніжка довжиною близько 2 см, приквітки трикутні. Насіння кулясте, 10–15 мм в ширину, хутро насіння блакитно-зелене, м'ясисте, вкрите білим нальотом, темно-фіолетове, при дозріванні, без м'ясистих судин.

## Використання
Є цінним дерево деревини, але його найчастіше використовують як побутове дерево в Китаї і Японії, де саджають в садах, парках, святилищах, і навіть як вуличне дерево. Вид також популярний, як дерево для вирощування бонсай. Його набагато рідше саджають в Європі, США і Новій Зеландії, де він майже обмежується ботанічними колекціями.

## Загрози та охорона
Цей вид широко поширений. На Тайвані, S.Y. Lu (1996) оцінив вид, як такий, що перебуває під загрозою зникнення (CR). Площа низинних вічнозелених лісів знижується, цілі рослини також викопують для торгівлі. Вид записаний в Національних парках Кентінг і Янміншань на Тайвані й імовірно, проживає в інших охоронних територіях.